# Liste der Biografien/Fio
Liste der Biografien |
Portal Biografien |
Personensuche
# |
A |
B |
C |
D |
E |
F |
G |
H |
I |
J |
K |
L |
M |
N |
O |
P |
Q |
R |
S |
T |
U |
V |
W |
X |
Y |
Z |
?
 
Fa |
Fe |
Ff |
Fh |
Fi |
Fj |
Fk |
Fl |
Fm |
Fn |
Fo |
Fr |
Ft |
Fu |
Fy
 
Fia |
Fib |
Fic |
Fid |
Fie |
Fif |
Fig |
Fih |
Fii |
Fij |
Fik |
Fil |
Fim |
Fin |
Fio |
Fip |
Fiq |
Fir |
Fis |
Fit |
Fiu |
Fiv |
Fix |
Fiz
Die Liste der Biografien führt alle Personen auf, die in der deutschsprachigen Wikipedia einen Artikel haben. Dieses ist eine Teilliste mit 127 Einträgen von Personen, deren Namen mit den Buchstaben „Fio“ beginnt.

## Fio

### Fioc
- Fiocco, Giuseppe (1884–1971), italienischer Kunsthistoriker
- Fiocco, Jean-Joseph (1686–1746), flämischer Komponist und Kapellmeister des Barock
- Fiocco, Joseph-Hector (1703–1741), Komponist des Barock
- Fiocco, Pietro Antonio (1654–1714), italienisch-belgischer Komponist und Kapellmeister des Barock
- Fiocre, Eugénie (1845–1908), französische Tänzerin

### Fiod
- Fiodoras Algirdaitis, Sohn des litauischen Großfürsten Algirdas
- Fiodorow, Joanna (* 1989), polnische Hammerwerferin

### Fiol
- Fiol, Henry (* 1947), US-amerikanischer Sänger, Komponist, Perkussionist und Liedermacher
- Fiol, Schweipolt, deutscher Buchdrucker
- Fiola, Attila (* 1990), ungarischer Fußballspieler
- Fiolet, Kléber (1880–1958), französischer Wasserballspieler und Schwimmer
- Fiolka, Birgit (* 1974), deutsche Schriftstellerin
- Fiolka, Daniel (* 1974), deutscher Opernsänger und Operettensänger (Bariton)
- Fiolka, Gerhard (* 1975), Schweizer Rechtswissenschaftler

### Fion
- Fiona (* 1961), US-amerikanische Sängerin und Schauspielerin
- Fionn, Regan (* 1979), irischer Sänger

### Fior
- Fior, Manuele (* 1975), italienischer Comiczeichner und Illustrator
- Fiora, Mella (1868–1955), österreichische Opernsängerin
- Fioramonti, Lorenzo (* 1977), italienischer Politiker und Hochschullehrer
- Fiorani, Gianpiero (* 1959), italienischer Banker, Manager
- Fiorani, Pacificio (1855–1924), Bischof von Osimo und Cingoli in Italien
- Fioraso, Geneviève (* 1954), französische Politikerin (PS), Mitglied der Nationalversammlung
- Fiorato, Hugo (1914–2012), US-amerikanischer Geiger und Dirigent
- Fioravanti, Aristotele, italienischer Architekt und Baumeister der Renaissance
- Fioravanti, Carla (1933–2019), italienische Malerin
- Fioravanti, Domenico (* 1977), italienischer Schwimmer
- Fioravanti, Ettore (* 1958), italienischer Jazzperkussionist und Bandleader
- Fioravanti, Leonardo (1518–1588), italienischer Arzt
- Fioravanti, Leonardo (* 1938), italienischer Automobildesigner
- Fioravanti, Leonardo (* 1997), italienischer Surfer
- Fioravanti, Maurizio (* 1956), italienischer Militär, General des italienischen Heeres
- Fioravanti, Valentino (1764–1837), italienischer Komponist
- Fioravanti, Vincenzo (1799–1877), italienischer Komponist
- Fiordaliso (* 1956), italienische SängerinFiordaliso (* 1956)

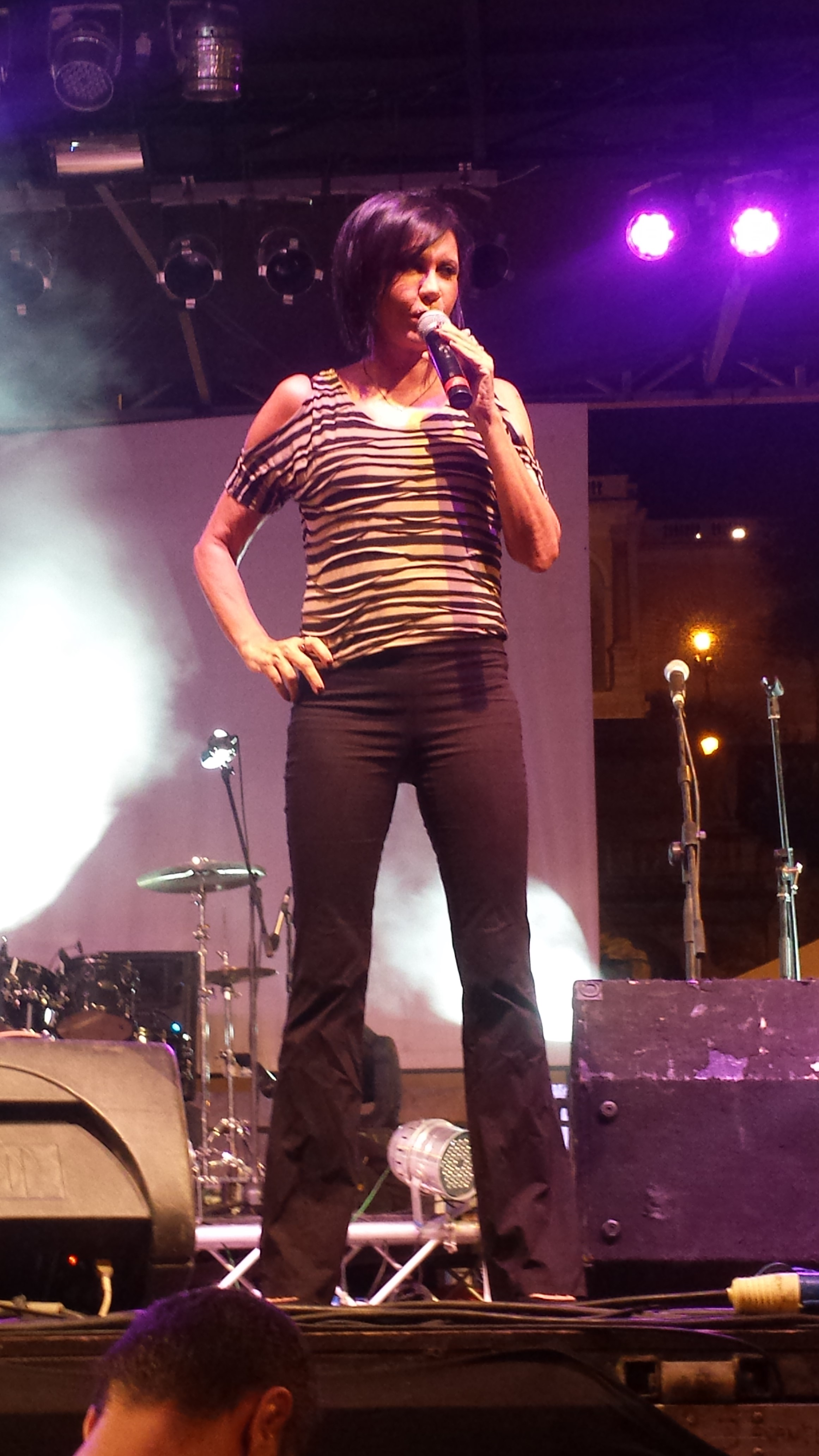
Fiordaliso (* 1956)

- Fiordelli, Pietro (1916–2004), italienischer Geistlicher, katholischer Bischof
- Fiordelmondo, Bruno (* 1987), uruguayischer Fußballspieler
- Fiore Donati, Gianfranco (* 1946), italienischer Regisseur
- Fiore, Al (1922–1996), US-amerikanischer Mundharmonikaspieler
- Fiorè, Andrea Stefano (1686–1732), italienischer Komponist des Barock
- Fiorè, Angelo Maria (1660–1723), italienischer Cellist und Komponist des Barock
- Fiore, Christian (* 1975), deutscher Spieleautor
- Fiore, Corentin (* 1995), belgischer Fußballspieler
- Fiore, Elena (1928–1983), italienische Schauspielerin
- Fiore, Ernesto Maria (1918–2001), italienischer Geistlicher, Kurienerzbischof der römisch-katholischen Kirche
- Fiore, Mark (* 1970), US-amerikanischer Polit-Cartoonist
- Fiore, Mauro (* 1964), italienisch-amerikanischer Kameramann
- Fiore, Michele (* 1970), US-amerikanische Politikerin der Republikanischen Partei
- Fiore, Nicholas (1918–1979), kanadischer Flötist und Musikpädagoge
- Fiore, Quentin (1920–2019), US-amerikanischer Grafikdesigner
- Fiore, Roberto (* 1959), italienischer NeofaschistRoberto Fiore (* 1959)

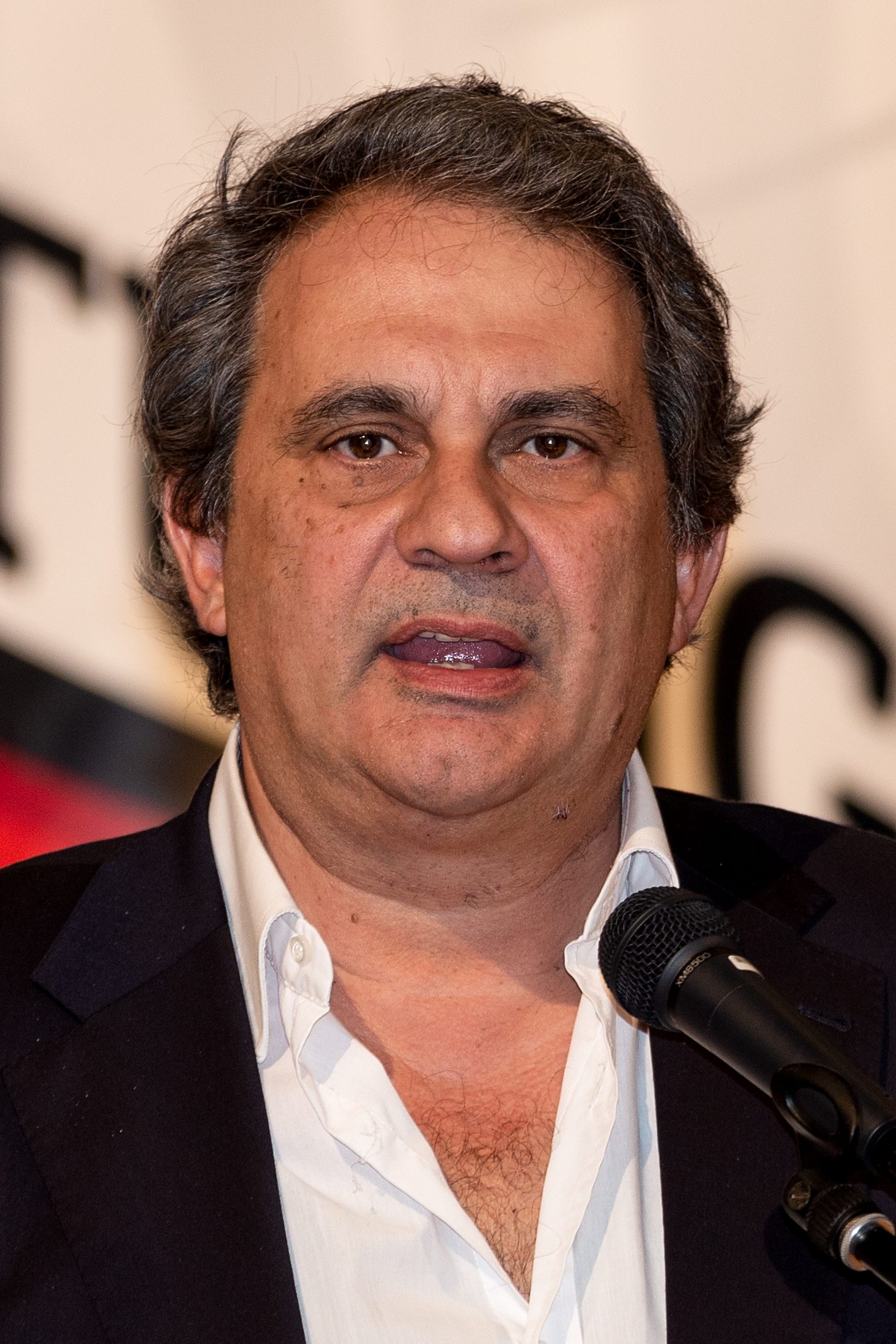
Roberto Fiore (* 1959)

- Fiore, Sabrina (* 1996), paraguayische Handballspielerin
- Fiore, Stefano (* 1975), italienischer Fußballspieler
- Fiore, Trevor (* 1937), britischer Fahrzeugdesigner
- Fiorella, Pascal Antoine (1752–1818), französischer General der Infanterie korsischer Herkunft
- Fiorelli, Filippo (* 1994), italienischer Radrennfahrer
- Fiorelli, Giuseppe (1823–1896), italienischer Klassischer Archäologe und Numismatiker
- Fiorelli, Jacopo, italienischer Augustiner, Provinzial, Autor
- Fiorelli, Nada (1919–1984), italienische Schauspielerin
- Fiorello (* 1960), italienischer Showmaster, Entertainer, Imitator, Schauspieler und Sänger
- Fiorello, Giuseppe (* 1969), italienischer Schauspieler
- Fiorello, Serena (* 1985), Schauspielerin
- Fiorentini, Deni (* 1984), italienischer Wasserballspieler
- Fiorentini, Goran (* 1981), italienischer Wasserballspieler
- Fiorentini, Marco (* 1981), italienischer Skilangläufer
- Fiorentino Tedeschi, Giuliana (1914–2010), italienische Holocaustüberlebende
- Fiorentino, Daniele (* 1984), deutscher Fußballspieler
- Fiorentino, Dario (* 1986), deutscher Basketballspieler
- Fiorentino, Francesco († 1516), italienisch-polnischer Architekt, Bildhauer und Steinmetz der Renaissance
- Fiorentino, Francesco (1834–1884), italienischer Philosoph
- Fiorentino, Francisco (1905–1955), argentinischer Tangosänger und Bandoneonist
- Fiorentino, Linda, US-amerikanische Schauspielerin
- Fiorentino, Salomone (1743–1815), italienisch-jüdischer Dichter
- Fiorentino, Sergio (1927–1998), italienischer Pianist
- Fiorentino, Stefano, italienischer Maler
- Fiorenza, Joseph Anthony (1931–2022), US-amerikanischer Geistlicher, römisch-katholischer Erzbischof von Galveston-Houston
- Fiorenza, Nicola († 1764), italienischer Violinist und Komponist der Frühklassik
- Fiorenza, Stelio (1945–2006), italienischer Filmregisseur und Drehbuchautor
- Fioreschy, Monika (* 1947), österreichische Künstlerin
- Fioreschy, Robert von (1919–2003), italienischer Politiker (SVP)
- Fiorese, Heinz (1913–1992), Schweizer Bildhauer, Maler und Grafiker
- Fioresi-Weinfeld, Max von (1892–1951), Südtiroler Notar
- Fioretos, Aris (* 1960), schwedischer Schriftsteller und Übersetzer
- Fioretti, Donatella (* 1962), italienische Architektin und Hochschullehrerin, Rektorin der Kunstakademie Düsseldorf
- Fioretto, Nahuel (* 1981), italienisch-argentinischer Fußballspieler
- Fioreze, Afonso (1942–2021), brasilianischer Ordensgeistlicher, römisch-katholischer Bischof von Luziânia
- Fiori, Christopher (* 1980), deutscher Betriebswirt und Sportmanager
- Fiori, Diego (* 1975), italienischer Künstler, Regisseur und Filmproduzent
- Fiori, Domenico (1874–1962), italienischer Geistlicher und römisch-katholischer Weihbischof in Sabina und Poggio Mirteto
- Fiori, Ernesto de (1884–1945), österreichischer Bildhauer, Maler und Zeichner
- Fiori, Gisela (1940–2011), deutsche Schauspielerin
- Fiori, Patrick (* 1969), französischer Komponist und InterpretPatrick Fiori (* 1969)

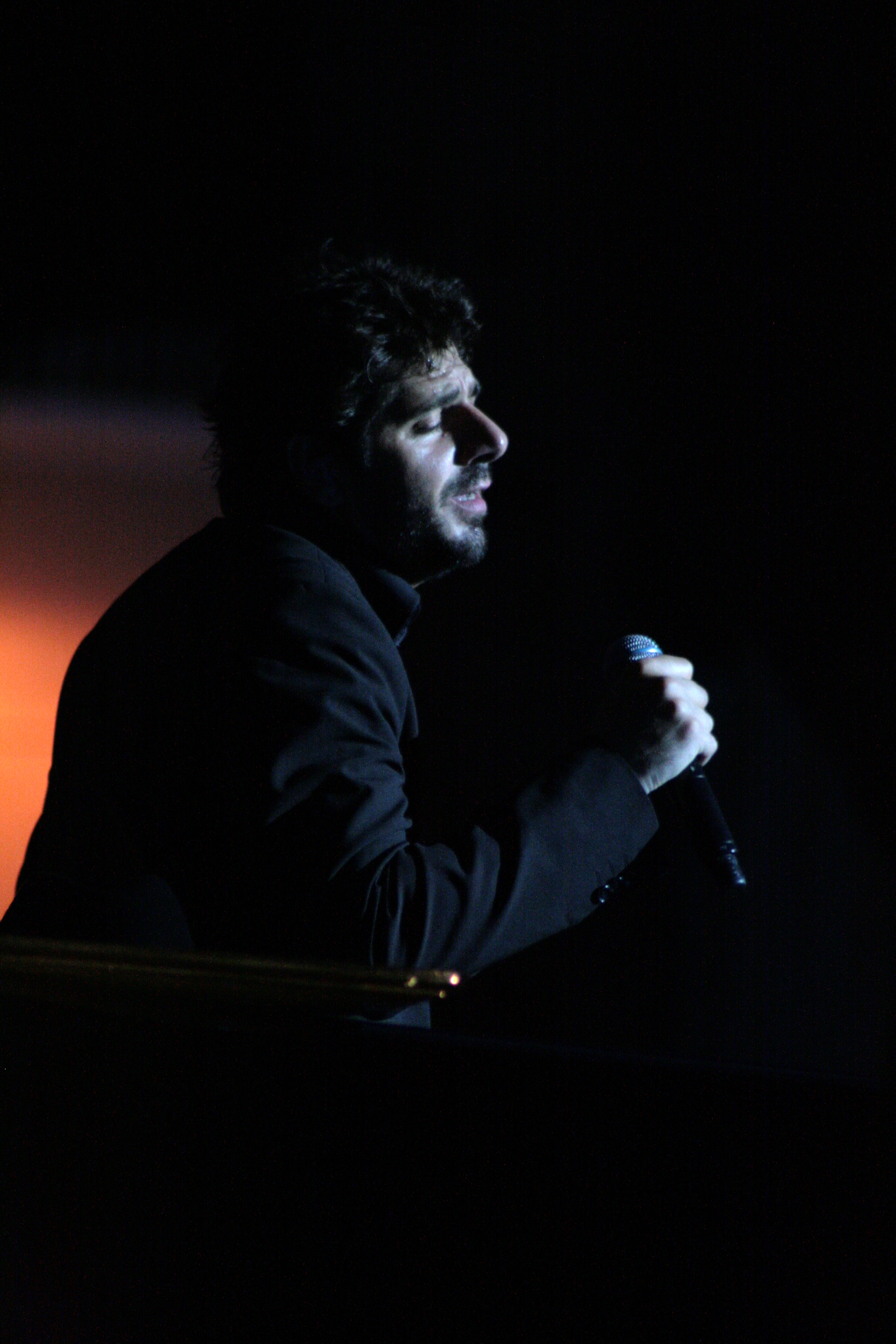
Patrick Fiori (* 1969)

- Fiori, Robert de (1854–1933), österreich-ungarischer Journalist
- Fiori, Simone (* 1989), italienischer Boxer
- Fiori, Umberto (* 1949), italienischer Schriftsteller, Lyriker und Musiker
- Fiori, Valerio (* 1969), italienischer Fußballtorwart
- Fiorilli, Tiago (* 1984), brasilianischer Radrennfahrer
- Fiorillo, Alfredo, italienischer Drehbuchautor, Filmregisseur und Filmproduzent
- Fiorillo, Dante (1905–1995), US-amerikanischer Komponist
- Fiorillo, Federigo († 1823), deutscher Komponist und Violinist
- Fiorillo, Ignazio (1715–1787), italienischer Opernkomponist und Hofkapellmeister
- Fiorillo, Johann Dominik (1748–1821), Maler und wohl der erste Kunsthistoriker an deutschen Universitäten
- Fiorillo, Luigi († 1898), italienischer Fotograf im Nahen Osten und Ostafrikas
- Fiorillo, Mario (* 1962), italienischer Wasserballspieler
- Fiorillo, Vincenzo (* 1990), italienischer Fußballtorhüter
- Fiorin, Sara (* 2003), italienische Radrennfahrerin
- Fiorina, Aldo, italienischer Motorradrennfahrer
- Fiorina, Carly (* 1954), US-amerikanische ManagerinCarly Fiorina (* 1954)

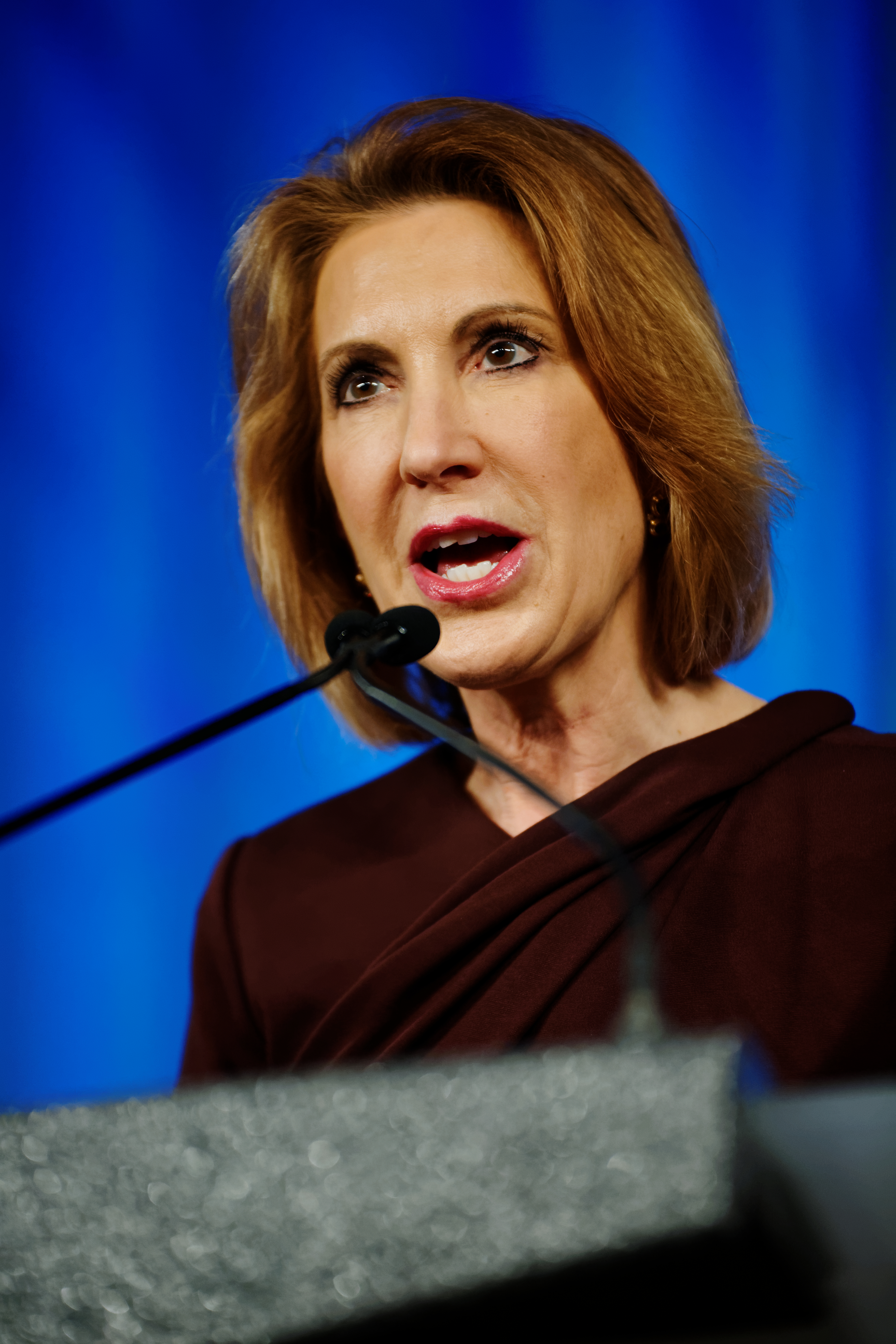
Carly Fiorina (* 1954)

- Fiorina, Morris P. (* 1946), US-amerikanischer Politikwissenschaftler und Hochschullehrer
- Fiorini Mazzanti, Elisabetta (1799–1879), italienische Botanikerin
- Fiorini Morosini, Giuseppe (* 1945), italienischer Ordensgeistlicher, emeritierter römisch-katholischer Erzbischof von Reggio Calabria-Bova
- Fiorini, Chiara (* 1956), Schweizer Malerin und Objektkünstlerin
- Fiorini, Ettore (1933–2023), italienischer Physiker
- Fiorini, Giuseppe (1861–1934), italienisch-deutscher Geigenbauer
- Fiorini, Guido (1897–1966), italienischer Architekt und Filmarchitekt
- Fiorini, Marco, Schauspieler, Filmproduzent, Regisseur und Drehbuchautor
- Fiorini, Matteo (* 1978), san-marinesischer Politiker, Regierungschef von San Marino
- Fiorini, Pietro (1539–1629), italienischer Architekt
- Fiorino, Jeremias David Alexander (1797–1847), deutscher Miniaturenmaler
- Fiorino, Paolo (* 1938), italienischer Schauspieler
- Fiorio, Alessandro (* 1965), italienischer Rallyefahrer
- Fiorio, Cesare (* 1939), italienischer RennleiterCesare Fiorio (* 1939)

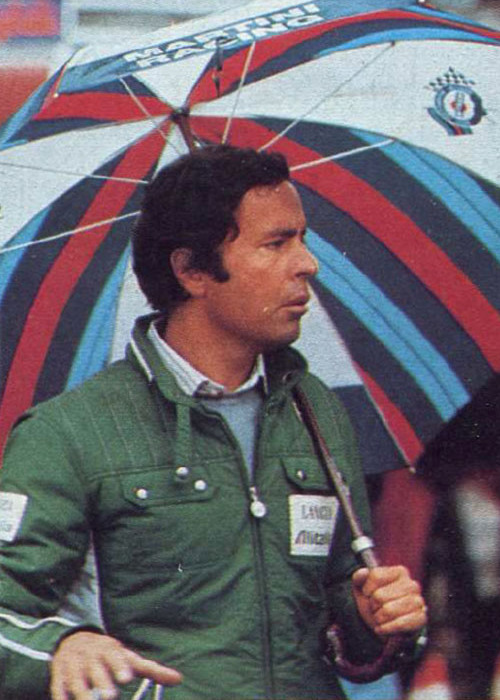
Cesare Fiorio (* 1939)

- Fiorito, Ted (1900–1971), US-amerikanischer Jazzmusiker
- Fioroni, Giovanni Andrea (1716–1778), italienischer Komponist
- Fioroni, Giuseppe (* 1958), italienischer Politiker (PD), Mitglied der Camera dei deputati
- Fioroni, Lorenzo (* 1972), Schweizer Regisseur
- Fioroni, Pio (1933–2003), Schweizer Zoologe
- Fiory, Odoardo (* 1919), italienischer Drehbuchautor und Regieassistent